# أندري درازدوف
أندري درازدوف (بالروسية: Андрей Анатольевич Дроздов)‏ هو لاعب كرلنغ روسي، ولد في 23 فبراير 1988 في زيلينوغراد في روسيا.

## وصلات خارجية
- أندري درازدوف على موقع الاتحاد الدولي للكرلنغ (الإنجليزية)
- أندري درازدوف على موقع اللجنة الأولمبية الدولية (الإنجليزية)
- أندري درازدوف على موقع أوليمبيديا (الإنجليزية)